# Palais Inzaghi (Bürgergasse)

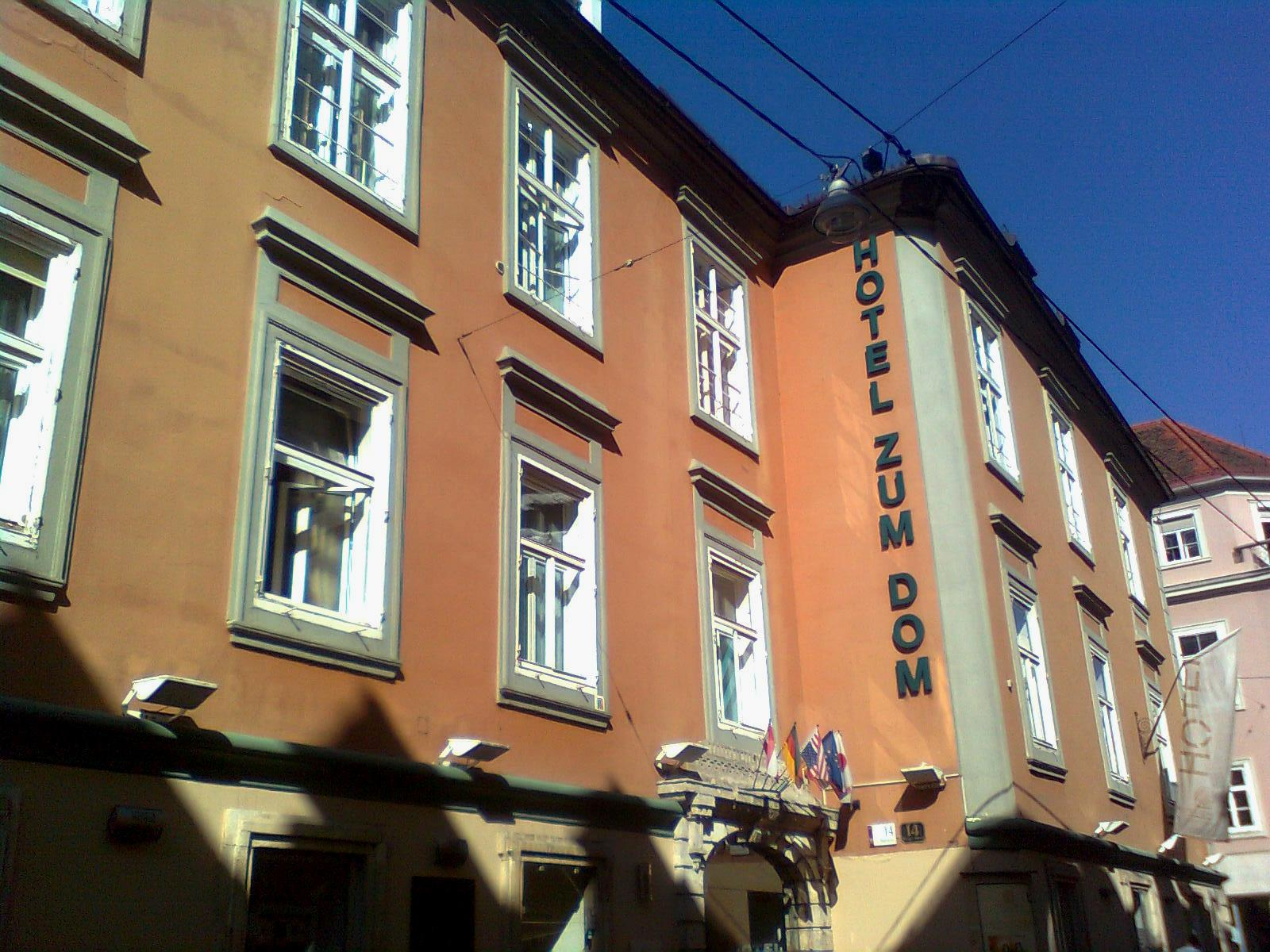
Palais Inzaghi in der Bürgergasse

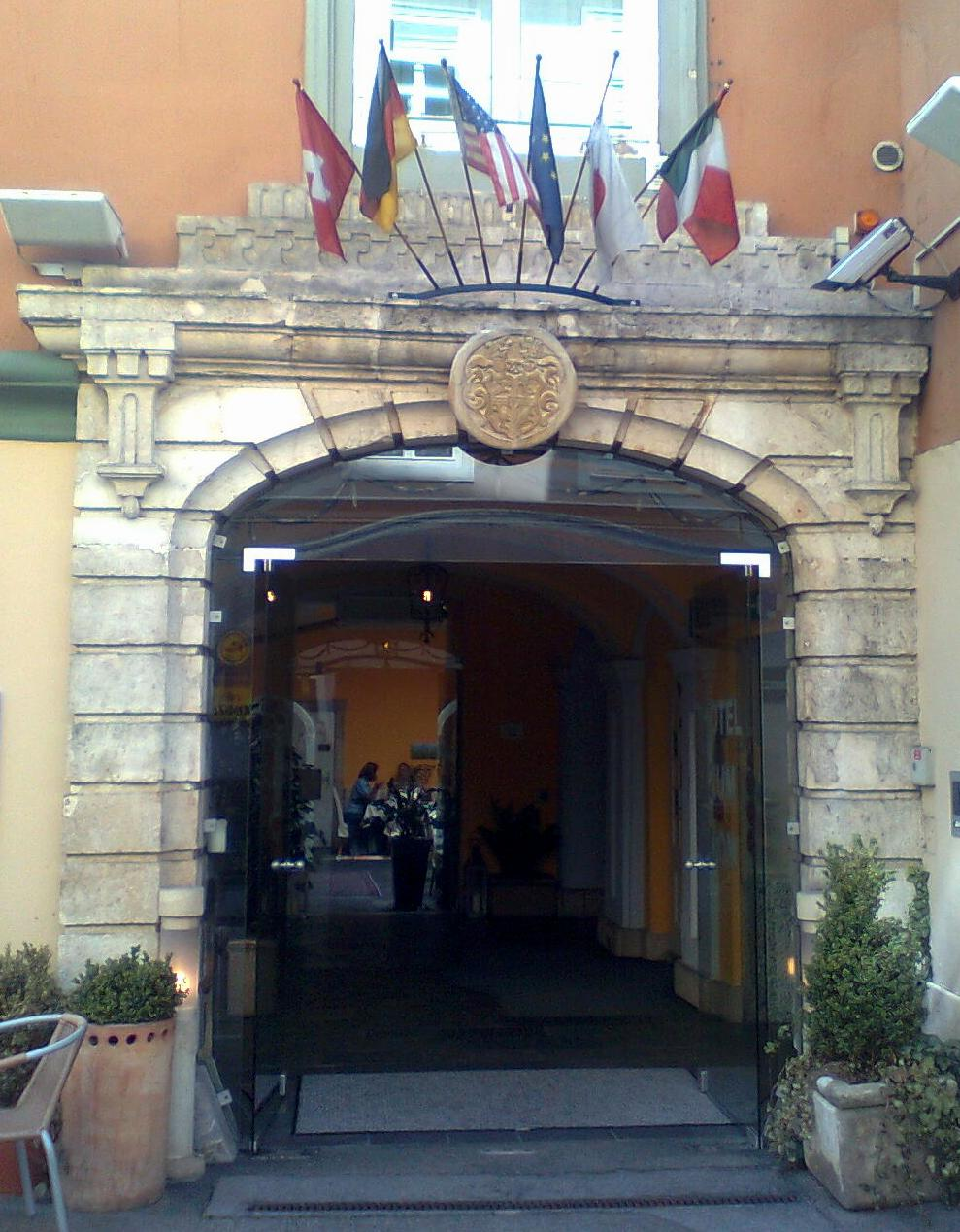
Portal

Das Palais Inzaghi ist ein ehemaliges Grazer Stadtpalais. Es befindet sich in der Bürgergasse im ersten Stadtbezirk Innere Stadt. Insgesamt gibt es in Graz drei Palais, die der Familie Inzaghi gehörten. Die beiden anderen stehen am Bischofplatz und am Mehlplatz.

## Geschichte
Erstmals wurde das Haus in der Bürgergasse, das sich im bürgerlichen Besitz befand, 1596 erwähnt. Ab 1699 gehörte es zum Besitz eines Grafen Herberstein. Im 18. Jahrhundert waren die Herren von Stubenberg Eigentümer, bis es 1792 vom Grafen Johann Nepomuk Inzaghi erworben wurde, dem Besitzer des gleichnamigen Palais am Bischofplatz. 1845 kam das Palais in bürgerlichen Besitz und ab 1902 befand sich in den Räumlichkeiten ein Gasthaus. Im Jahr 1927 wurde das ehemalige Palais vom Gastwirten Karl Zeltner in eine sogenannte „Winterbierhalle“ umgewandelt. Im Haus befand sich auch eine Kneipe der Studentenverbindung Franconia mit dazugehörigem Fechtsaal im zweiten Geschoß. Nachdem das Palais Inzaghi am 1. November 1944 durch Fliegerbomben schwer beschädigt wurde, kam es 1965 zu einer umfangreichen Sanierung. Seit 1996 ist das Palais im Besitz eines privaten Bauträgers und 1997 wurde das „Hotel zum Dom“ eröffnet.

## Architektur und Gestaltung
Von der ältesten Bausubstanz aus dem 14. Jahrhundert sind nur mehr Grundmauernreste erhalten geblieben. Der dreigeschoßige Baukörper wurde von 1792 bis 1795 umgebaut, wobei das Palais sein heutiges Aussehen erhielt. Das Steinportal besitzt einen frühklassizistischen Fries. Durch die Einfahrt gelangt man in den Innenhof, der mit Wandpfeilern und Gurtgesimsen ausgestattet ist. Das Glasdach über dem Hof wurde 1906 hinzugefügt, 1963 durch eine massive Decke ersetzt und später wieder durch ein Glasdach ersetzt Augenschein 2014. Einige Räume weisen Kreuzgewölbe auf und in manchen Zimmern sind die Decken mit Rokoko-Stuck geschmückt.